# Rom (építészet)
A rom egy valamennyire lerombolódott építmény, mely különböző körülmények között pusztulhatott el (ostrom, szántszándékos rombolás, elhagyatottság). Nevében gyakran utalnak rá, milyen építény romjáról van szó. (pl. várrom, kastélyrom, templomrom)

## A műrom
A rom eredetileg ép építmény, ezzel szemben a  műrom olyan építmény, amely eleve romot ábrázol, elsősorban esztétkiai funkciói vannak. A műrom építésénél esetenként eredeti romokat is felhasználnak, mint pl. Charles Moreau tette azt a tatai Angolparkban épített műromnál.
Műromok építése főleg a romantika korában volt divatos.

## Képgaléria

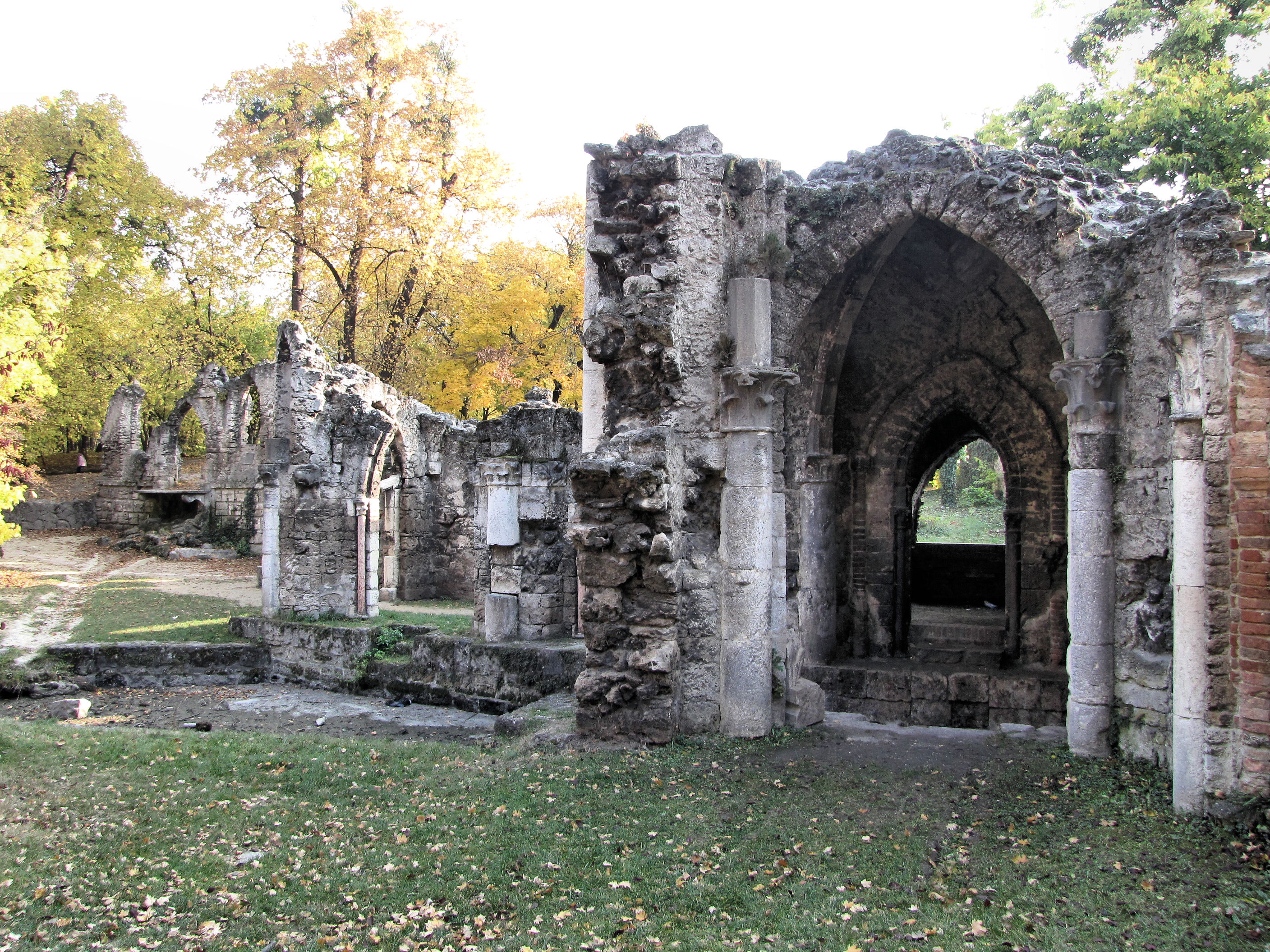
Charles Moreau: Műrom a tatai Angolparkban
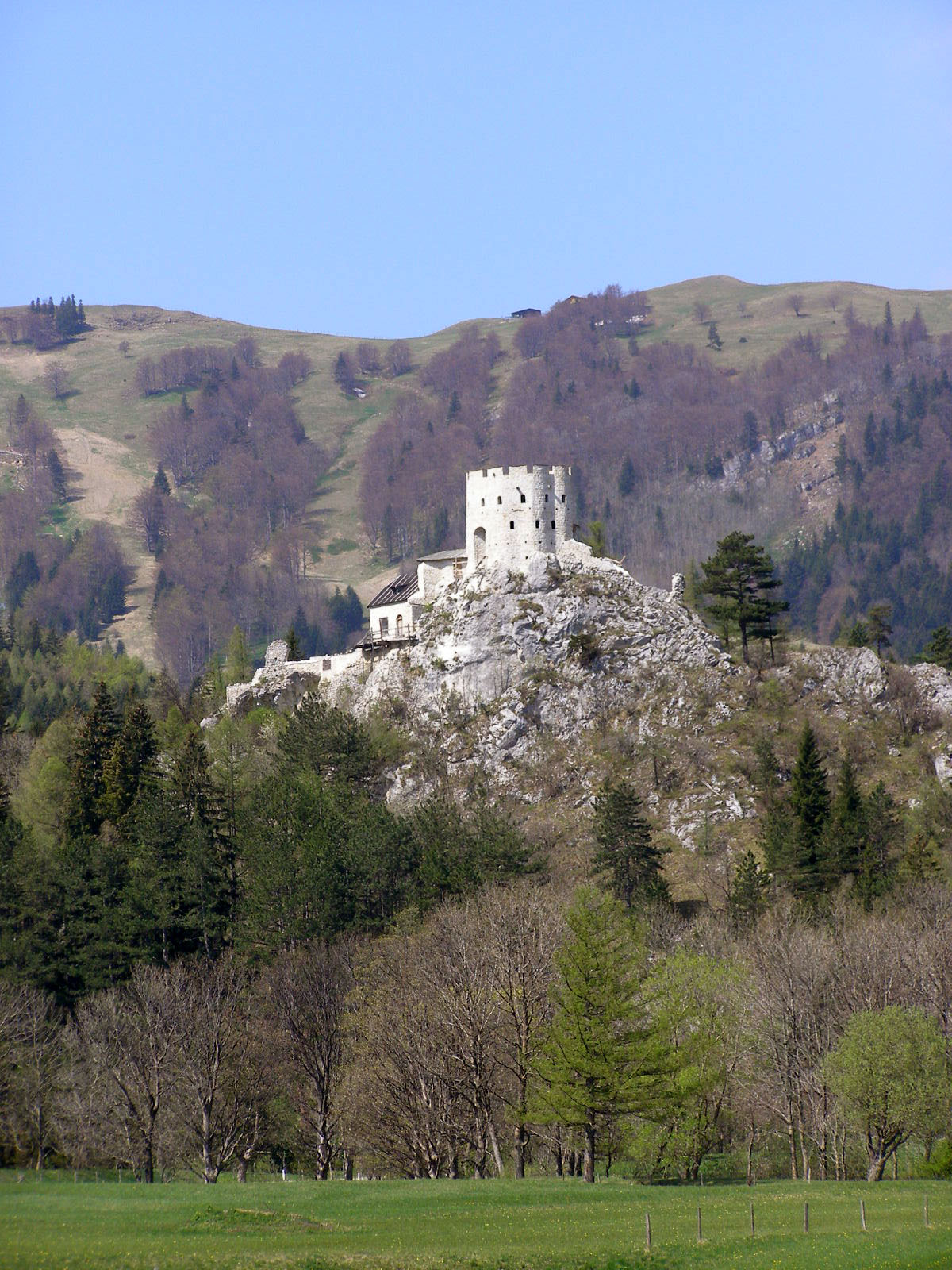
A losenheimi várrom, Ausztria
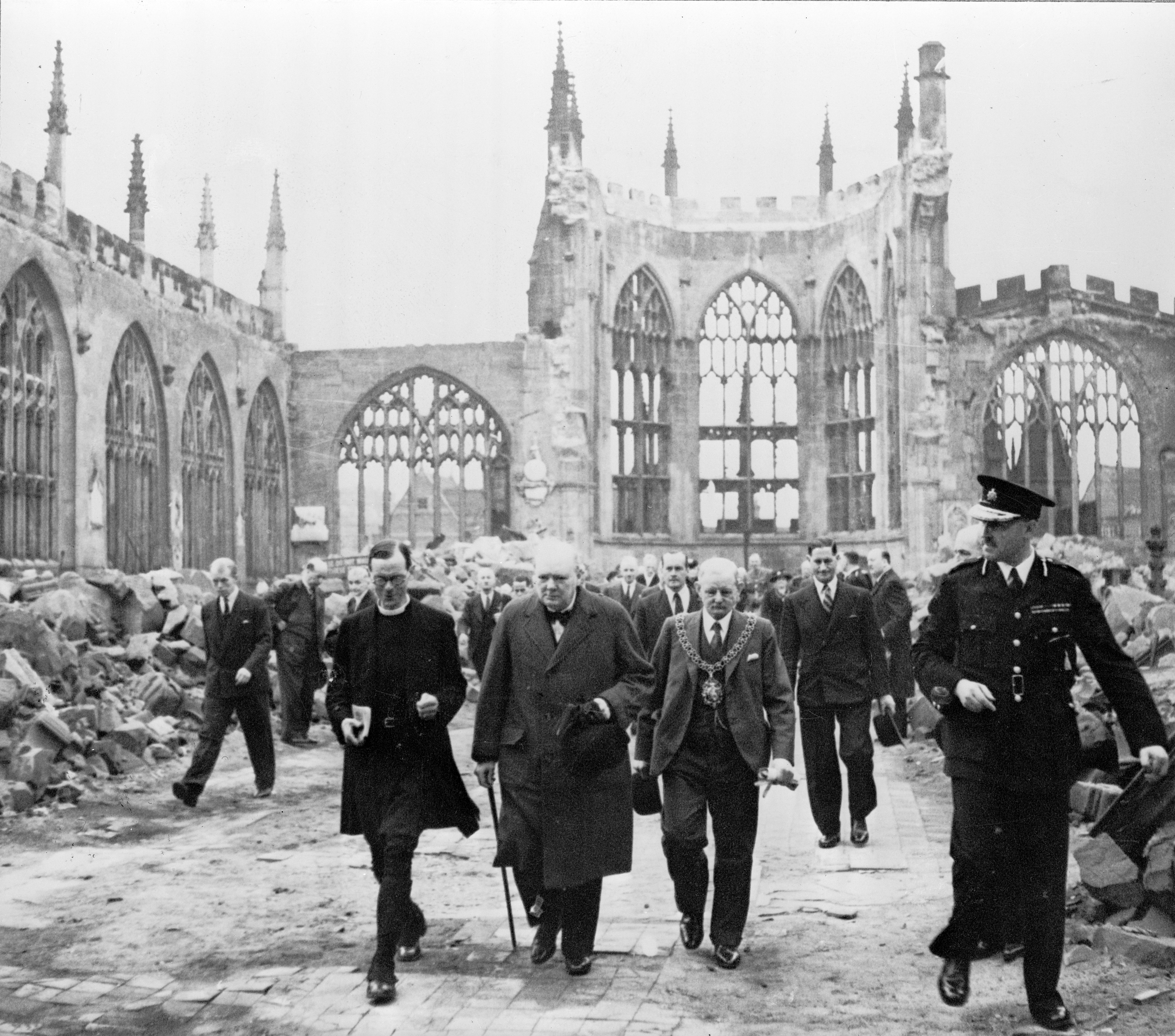
Winston Churchill megtekinti a második világháború alatt lerombolt Coventry katedrálisának romjait